# گشا (بلغارستان)
گشا (به بلغاری: Gesha) یک منطقهٔ مسکونی در بلغارستان است که در شهرستان دریانوو واقع شده‌است.